# Eric Wagner
Eric Wagner (24 aprile 1959 – Las Vegas, 22 agosto 2021) è stato un cantante statunitense, conosciuto soprattutto per aver fatto parte della doom metal band Trouble.

## Biografia
La sua voce graffiante ma nel contempo espressiva, indelebile caratteristica di riconoscimento dei Trouble, ricordava la voce di Robert Plant.
Eric lasciò brevemente i Trouble negli anni novanta per unirsi al chitarrista Danny Cavanagh e fondare i Lid, con i quali pubblicò l'album In The Mushroom.
Nel 2002 ritornò nel gruppo e due anni dopo apparve anche nel progetto di Dave Grohl denominato Probot.
Wagner è morto nel 2021 per complicazioni da Covid-19.